# سايكو (مسلسل)
سايكو مسلسل كوميدي عرض عام 2018 بعد تأجيل عرضه لعام
وهو من تأليف أمل عرفة بالمشاركة مع زهير قنوع وإخراج كنان صيدناوي ومن إنتاج زوى آرت برودكشن (منتج) ، الأمل للإنتاج الفني (منتج) ، يامن ست البنين (منتج فني) .

## قصة المسلسل
تدور الأحداث في إطار كوميدي ساخر حول إحدى الفتيات التي تعاني من المجتمع المحيط بها، نظرا لقولها الصدق دائما، مهما كلفها الأمر من مشاكل أو عقبات، فيتسبب ذلك في ظلمها كثيرا . كان من المفترض عرض المسلسل في شهر رمضان من عام 2017 ، إلا انه بسبب عدم الحصول على عرض مناسب تم تأجيل عرضه .

## طاقم العمل
| الممثل(ة)        | البلد  |
| ---------------- | ------ |
| أمل عرفة         | سوريا  |
| أيمن رضا         | العراق |
| فادي صبيح        | سوريا  |
| حسام تحسين بيك   | سوريا  |
| فايز قزق         | سوريا  |
| باسم ياخور       | سوريا  |
| نظلي الرواس      | سوريا  |
| محمد حداقي       | سوريا  |
| مروان خوري       | لبنان  |
| نور صعب          | لبنان  |
| طارق تميم        | لبنان  |
| ماريو باسيل      | لبنان  |
| رولا شامية       | لبنان  |
| نادين قدور       | سوريا  |
| ايمان عبد العزيز | مصر    |
| طلال مارديني     | سوريا  |
| يحيى بيازي       | سوريا  |
| محمد قنوع        | سوريا  |
| طوني عيسى        | لبنان  |
| علاء قاسم        | سوريا  |
| ماهر شقرا        | سوريا  |
| الليث المفتي     | سوريا  |
| غادة بشور        | سوريا  |
| روبين عيسى       | سوريا  |
| وائل رمضان       | سوريا  |
| رنا العظم        | سوريا  |